# ملعب تيانجين الأولمبي
ملعب تيانجين الأولمبي (لغة صينية مبسطة،天津奥林匹克中心体育场) هو استاد رياضي يقع في تيانجين في الصين. بدأ ببناءه في آب عام 2003 وتم اكمال بناءه في آب/أغسطس عام 2007 م. يستطيع الاستاد تحمل 60 ألف متفرج.